# Топраккале
Топраккале (тур. Toprakkale) — город и район в провинции Османие (Турция). Находится в 10 км к западу от административного центра провинции. Название происходит от находящейся неподалёку Аббасидской крепости.

## Население
По данным переписи 2000 года в районном центре проживало 8.413 человек, в окружающих деревнях — 6.106 человек, таким образом общее население района в 2000 году составляло 14.519 человек.

## История
Люди жили в этих местах с древнейших времён. Впоследствии город входил в состав разных государств; в XVI веке он попал в состав Османской империи.